# Alcaeorrhynchus
Genre
Alcaeorrhynchus est un genre d'insectes hétéroptères (punaises) de la famille des Pentatomidae.

## Espèces rencontrées en Amérique du Nord
- Alcaeorrhynchus grandis (Dallas, 1851)
- Alcaeorrhynchus phymatophorus (Palisot, 1811)